# Сент-Джордж (аэропорт, Аляска)
Аэропорт Сент-Джордж (англ. St. George Airport), (ИАТА: STG, ИКАО: PAPB, FAA LID: PBV) — государственный гражданский аэропорт, расположенный в шести километрах к юго-западу от центрального делового района города Сент-Джордж (Аляска), США.

## Операционная деятельность
Аэропорт Сент-Джордж находится на высоте 38 метров над уровнем моря и эксплуатирует одну взлётно-посадочную полосу:
- 11/29 размерами 1518 x 46 метров с асфальтовым покрытием.

За период с 31 декабря 2003 года по 31 декабря 2004 года Аэропорт Сент-Джордж обработал 329 операций взлётов и посадок самолётов (в среднем 27 операций ежемесячно), из них 99 % пришлось на рейсы аэротакси и 1 % — на авиацию общего назначения.